# チッカリング
チッカリング&サンズ（Chickering & Sons）は、アメリカ合衆国マサチューセッツ州ボストンに所在したピアノ製造会社であり、優れた品質と設計の楽器の生産で知られていた。1823年にジョナス・チッカリングとJames Stewartによって「Stewart & Chickering」が創業されたが、4年後にこの協力関係は解消した。1830年までにジョナス・チッカリングはジョン・マッケイと共同経営者となり、「Chickering & Company」、後には「Chickering & Mackays」としてピアノを製造した。1841年に老Mackayが死去し、1853年に会社は「チッカリング&サンズ」として再編された。チッカリングブランドのピアノは1983年まで作られ続けた。

## 沿革

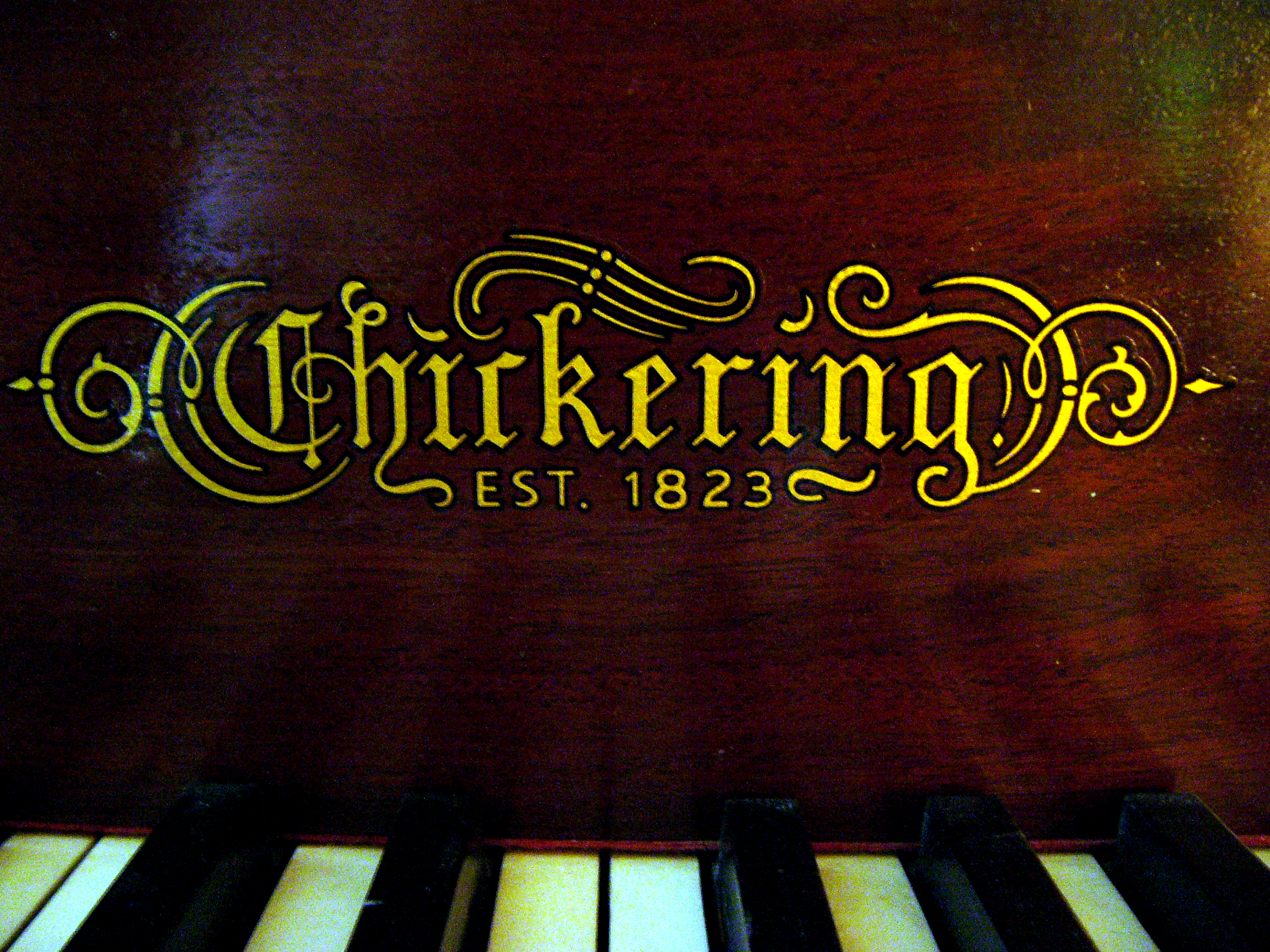
チッカリング社のピアノ

ピアノ製作者ジョン・オスボンの弟子として働いていたジョナス・チッカリングが1823年、同僚であったスコットランド人と共同でボストンに工房を開いてスクエア・ピアノの製作を開始した。
1830年、イギリスのブックケースタイプと呼ばれる楽器をモデルにして最初のアップライトピアノを完成した。その後事業拡大のため実業家のジョン・マッケイと組み、工場の名称もチッカリング・アンド・マッケイと改め、スポンサーを得たチッカリングはピアノの製作と研究に専念した。
1840年にはグランドピアノを完成。総鉄骨が採用されたこのグランドピアノは特許を取得しアメリカにおけるピアノ製造の基礎を築いたといわれている。
1841年に事業を担当していたジョン・マッケイが船で遭難し行方不明となってしまい、このためチッカリングは経営事業にも直接携わるようになった。ロンドンでピアノメーカーの最高の栄誉賞を受けるなどピアノ事業は順調だったが1852年、不幸にもピアノ工場が火災に遭い全焼してしまった。新工場の再建に着手するも、創業者のジョナス・チッカリングは1853年でこの世を去った。その頃、工場はチッカリング・アンド・サンズと名称を改めており、チッカリング社のピアノ製造事業は、ジョナスの長男であるトーマス・E・チッカリングが引き継いだ。
トーマスは商才にたけた人物で、将来を期待されていたが若くして死去した。トーマスの死後はジョナスの次男であるC・フランク・チッカリングが事業を引き継いだ。
1867年、パリ万博覧会にピアノを出品して最優秀賞を獲得したが、その数日後、フランク・チッカリングは当時のフランスの皇帝であったナポレオン3世に拝謁を仰せつかるという栄誉を受け、音楽芸術に対する貢献として十字勲章を授けられた。
この頃、ヨーロッパにはピアニストとして名をはせていたフランツ・リストがおり、チッカリングはリストが滞在していたローマまでピアノを届けている。チッカリングが製作したピアノが運ばれてきたときリストは感激して2時間弾き続けたという。また「今日、私はリストの壮麗な音のチッカリングを弾いた」と手紙に記している。
1891年にフランク・チッカリングはニューヨークで死去したが、チッカリング社は1904年にクォーターグランドピアノと呼ばれる当時世界最小のピアノを製作した。1909年以降チッカリング社はエオリアン・アメリカン・カンパニーに吸収され、チッカリング一族は経営から姿を消した。